# گروه کاستل
گروه کاستل (انگلیسی: Castel Group) شرکت نوشیدنی فرانسوی است، که‌ در سال ۱۹۴۹ تأسیس شد.